# Hughenden (Alberta)
Pour les articles homonymes, voir Hughenden (homonymie).
Hughenden est un village (village) situé dans le district municipal de Provost No 52, dans la province canadienne d'Alberta.

## Démographie
En tant que localité désignée dans le recensement de 2011, Hughenden a une population de 230 habitants dans 89 de ses 106 logements, soit une variation de -0.4% avec la population de 2006. Avec une superficie de 0,775 4 km2, village possède une densité de population de 296,621 1 hab/km2 en 2011.
Concernant le recensement de 2006, Hughenden abritait 231 habitants dans 103 de ses 116 logements. Avec une superficie de 0,775 4 km2, village possédait une densité de population de 297,9 hab/km2 en 2006.
| 2001 | 2006 | 2011 | 2016 |
| ---- | ---- | ---- | ---- |
| 235  | 231  | 230  | 243  |